# عباس کارگر
عباس کارگر  (زاده ۱ فروردین ۱۳۳۵ - شهر ری) بازیکن سابق فوتبال ایران است. او سابقه بازی در تیم‌های تراکتورسازی تبریز، پرسپولیس تهران، بانک صنعت و معدن تهران (مهر شمیران)، پورای تهران و مقاومت بسیج تهران را دارد.
در تاریخ ۳ خرداد ۱۳۶۲ در جریان پیروزی چهار بر صفر پرسپولیس برابر راه‌آهن یک گل زد و زمینه‌ساز قهرمانی پرسپولیس در جام حذفی تهران شد.
وی سابقه ۲ بازی ملی نیز در کارنامه دارد.